# Marc Blume
Marc Blume (né le 28 décembre 1973) est un athlète allemand spécialiste du sprint.

## Carrière
En 1996, à Stockholm, Marc Blume devient champion d'Europe sur 60 mètres en 6 s 62, devant le Britannique Jason John et le Suédois Peter Karlsson
Il ne dépasse pas l'étape des séries du 100 mètres aux Jeux olympiques de Sydney.

### Palmarès
| Date | Compétition                    | Lieu      | Résultat | Épreuve   | Performance |
| ---- | ------------------------------ | --------- | -------- | --------- | ----------- |
| 1993 | Championnats du monde          | Stuttgart | 6e       | 4 x 100 m | 38 s 78     |
| 1994 | Championnats d'Europe          | Helsinki  | 6e       | 100 m     | 10 s 40     |
| 1995 | Championnats du monde en salle | Barcelone | 5e       | 60 m      | 6 s 59      |
| 1996 | Championnats d'Europe en salle | Stockholm | 1er      | 60 m      | 6 s 62      |
| 1998 | Championnats d'Europe          | Budapest  | 5e       | 4 x 100 m | 39 s 09     |
| 2002 | Championnats d'Europe          | Munich    | 3e       | 4 x 100 m | 38 s 88     |
| 2005 | Championnats du monde          | Helsinki  | 7e       | 4 x 100 m | 38 s 48     |

## Records
Sa meilleure performance sur 100 mètres est de 10 s 13, réalisée à Nuremberg en 1996. 